# Pseudalosterna obliquata
Pseudalosterna obliquata là một loài bọ cánh cứng trong họ Cerambycidae.